# 마그나 카르타 (밴드)

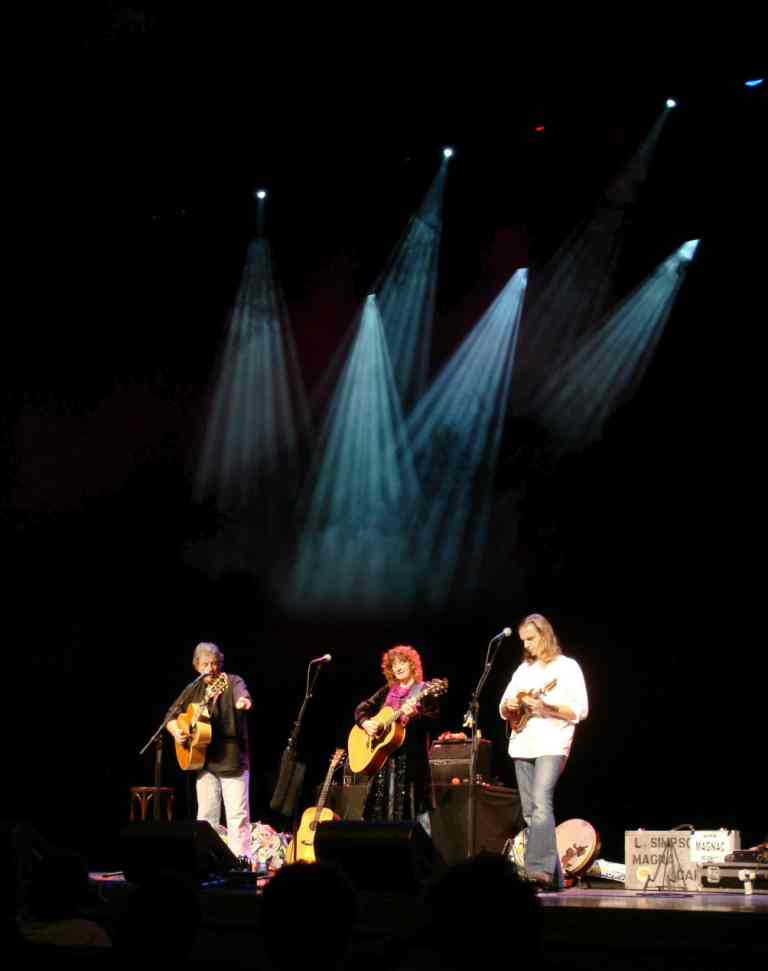
마그나 카르타(2008년)

마그나 카르타(Magna Carta)는 영국의 프로그레시브 록 · 포크 록 밴드이다.

## 개요

### 결성
1969년 5월 런던에서 결성되었다.

### 구성원
- 크리스 심슨(Chris Simpson)
- 조지 노리스(George Norris)
- 웬디 로스(Wendy Ross)

## 음반
- 2007년: 《Deserted Highways》
- 1970년: 《Seasons》
- 1969년: 《Magna Carta》 - 데뷔음반.
- 《When All Is Said And Done》
- 《Live in Bergen》
- 《In Tomorrow》
- 《Took A Long Time》
- 《Martin's Cafe》
- 《Lord Of The Ages》
- 《Songs From Wasties Orchard》